# Police United Football Club
Pour le club bélizien de football basé à Belmopan, voir Police United Football Club (Belize).
Maillots
Actualités
Le Police United Football Club (en thaï : สโมสรฟุตบอลเพื่อนตำรวจ), plus couramment abrégé en Police United FC, est un ancien club thaïlandais de football fondé en 1960 et disparu en 2017, et basé à Bangkok, la capitale du pays.

## Histoire
De 1960 à 2008, il porte le nom de Royal Thai Police Football Club, avec lequel il remporte le championnat national en 1968.
En 2017, le club disparaît à la suite de sa fusion avec le BEC Tero Sasana pour former le Police Tero Football Club.

## Palmarès
| \| - Championnat de Thaïlande (1) : - Champion : 1968. - Championnat de Thaïlande D2 (4) : - Champion : 2000, 2005, 2009 et 2015. \| \| - Coupe de la Ligue thaïlandaise (3) : - Vainqueur : 1989, 1991 et 1993. \| |  |                                                                          |
| - Championnat de Thaïlande (1) : - Champion : 1968. - Championnat de Thaïlande D2 (4) : - Champion : 2000, 2005, 2009 et 2015.                                                                                      |  | - Coupe de la Ligue thaïlandaise (3) : - Vainqueur : 1989, 1991 et 1993. |

## Entraîneurs du club
- Chaiyong Khumpiam (2006 - 2007)
- Vithoon Kijmongkolsak (2008)
- Chaiyong Khumpiam (2009 - 2010)
- Thawatchai Damrong-Ongtrakul (2011 - 2014)
- Carlos Roberto (2014)
- Mika Lönnström (avril 2014 - juin 2014)
- Thawatchai Damrong-Ongtrakul (juin 2014 – août 2014)
- Attaphol Buspakom (août 2014 - avril 2015)
- Totchtawan Sripan (mai 2015 - janvier 2016)